# Эскадренные миноносцы типа «Турбине»
Эскадренные миноносцы типа «Турбине» — тип эскадренных миноносцев Королевского итальянского флота, построенных в конце 1920-х годов. Являлись дальнейшим развитием эсминцев типа «Сауро».

## Конструкция
Увеличение размеров кораблей позволило установить более мощную силовую установку, что обеспечило прирост скорости в 1 узел. Кроме того, были установлены дополнительные топливные танки, это позволило увеличить принимаемый запас топлива и дальность действия эсминцев. Водоизмещение: стандартное 1220 т, полное: 1670 т. Главная энергетическая установка 2 ТЗА Parsons, 3 ПК Thornycroft. Экипаж 12 офицеров и 167 матросов.

## Служба
В ходе Второй мировой войны на эсминцах «Еуро» и «Турбине» устаревшие 40-мм автоматы были заменены на восемь 20-мм автоматов Бреда образца 1939 года, также были установлены 2 бомбомёта. В 1942 году с «Турбине» был снят кормовой торпедный аппарат и установлены 2 одноствольных 37-мм автомата Бреда с длиной ствола 54 калибра.

## Список кораблей
| Эсминец                   | Бортовое обозначение | Верфь  | Спущен на воду | Начало службы | Конец службы                                                                                   |
| ------------------------- | -------------------- | ------ | -------------- | ------------- | ---------------------------------------------------------------------------------------------- |
| Аквилоне (итал. Aquilone) | AL                   | OS     | 3.8.1927       | 3.12.1927     | 17.9.40 возле Бенгази подорвался на магнитных минах поставленных английской авиацией и затонул |
| Бореа (итал. Borea)       | BR                   | An     | 28.1.1927      | 14.11.1927    | потоплен 17.9.40 возле Бенгази английскими самолётами                                          |
| Эсперо (итал. Espero)     | ES                   | An     | 31.8.1927      | 30.4.1928     | потоплен 28 июня 1940 года артиллерией австралийского крейсера «Сидней» западнее Крита         |
| Еуро (итал. Euro)         | ER                   | CdT RT | 7.7.1927       | 22.12.1927    | потоплен 1.10.43 у острова Лерос немецкими самолётами                                          |
| Нембо (итал. Nembo)       | NB                   | CdT RT | 27.1.1927      | 14.10.1927    | потоплен 20.7.40 в Тобруке торпедоносцами с авианосца «Игл»                                    |
| Остро (итал. Ostro)       | OT                   | An     | 2.1.1928       | 9.6.1928      | потоплен 20.7.40 в Тобруке торпедоносцами с авианосца «Игл»                                    |
| Турбине (итал. Turbine)   | TB                   | OS     | 21.4.1927      | 27.8.1927     | захвачен немцами в Пирее, назван ТА-14. Потоплен американскими самолётами 15.10.44 в Саламине  |
| Зеффиро (итал. Zeffiro)   | ZF                   | An     | 27.5.1927      | 15.5.1928     | потоплен 20.7.40 в Тобруке торпедоносцами с авианосца «Игл»                                    |